# Coast to Coast (film, 1980)
Pour les articles homonymes, voir Coast to Coast.
Pour plus de détails, voir Fiche technique et Distribution.
Coast to Coast est un film américain réalisé par Joseph Sargent, sorti en 1980.

## Synopsis
Madie, une femme riche, s'échappe d'une institution psychiatrique où elle a été placée par son mari qui entendait ainsi lui prendre son argent. Un camionneur, Charles Callahan, entend parler de l'évasion et de la récompense pour qui la ramènera mais ne se doute pas que Madie est cachée dans son véhicule.

## Fiche technique
- Titre : Coast to Coast
- Réalisation : Joseph Sargent
- Scénario : Stanley Weiser
- Musique : Charles Bernstein
- Photographie : Mario Tosi
- Montage : Patrick Kennedy et George Jay Nicholson
- Production : Jon Avnet et Steve Tisch
- Société de production : Paramount Pictures
- Société de distribution : Paramount Pictures (États-Unis)
- Pays de production :  États-Unis
- Genre : Comédie romantique
- Durée : 95 minutes
- Dates de sortie : 
  - États-Unis : 3 octobre 1980

## Distribution
- Dyan Cannon : Madie Levrington
- Robert Blake : Charles Callahan
- Quinn K. Redeker : Benjamin Levrington
- Michael Lerner : Dr. Frederick Froll
- Maxine Stuart : Sam Klinger
- William Lucking : Jules
- David Moody : Chester
- Martin Beck : Albert

## Accueil
Le film a reçu une nomination aux Razzie Awards au Prix du pire acteur pour Robert Blake.